# Ewa Potocka
Ewa Potocka (nome completo in polacco Ewa Józefina Julia Eudoksja; Parigi, 10 agosto 1818 – Vienna, 21 maggio 1895) è stata una nobildonna polacca.

## Biografia
Era la figlia del conte Alfred Wojciech Potocki, e di sua moglie, la principessa Jozefina Maria Czartoryska, figlia del principe Józef Klemens Czartoryski. Suo padre era l'aiutante di campo del principe Józef Antoni Poniatowski. Era la sorella del conte Alfred Józef Potocki.

## Matrimonio
Sposò, il 3 giugno 1841 a Vienna, il principe Francesco di Paola del Liechtenstein (25 febbraio 1802–31 marzo 1887), fratello minore del principe sovrano Luigi II del Liechtenstein. Ebbe quattro figli:
- Principe Alfredo Aloisio Edoardo del Liechtenstein (1842-1907), sposò sua cugina, la Principessa Enrichetta del Liechtenstein
- Principessa Giuseppina Marie Giuliana (22 aprile 1844-10 ottobre 1854)
- Principe Aloisio Francesco di Paola Maria (19 novembre 1846-25 marzo 1920), sposò in prime nozze Marie "Mary" Henriette Adelaide Fox, ebbero quattro figlie, e in seconde nozze Johanna Elisabeth Maria von Klinkosch, non ebbero figli:
- Principe Enrico Carlo Augusto (6 novembre 1853-15 febbraio 1914), celibe e senza figli

## Morte
Morì a Vienna il 21 maggio 1895. È sepolta nella tomba della famiglia del Liechtenstein situata nella chiesa della Natività della Beata Vergine Maria a Vranov nella Moravia meridionale.